# Castle Loch (Lochmaben)
Castle Loch är en sjö i Storbritannien.   Den ligger i riksdelen Skottland, i den centrala delen av landet, 500 km nordväst om huvudstaden London. Castle Loch ligger 41 meter över havet.  Trakten runt Castle Loch består i huvudsak av gräsmarker.